# Robert Edmund Froude
Robert Edmund Froude (22 de diciembre de 1846 - 19 de marzo de 1924). Citado frecuentemente como R. E. Froude, fue un ingeniero hidrodinámico y arquitecto naval británico, que desarrolló la teoría de cantidad de movimiento, empleada en la evaluación sistemática de la eficiencia del diseño de las hélices propulsoras.

## Semblanza
Froude se convirtió en 1871 en asistente de su padre, William Froude, cuyas investigaciones sobre hidrodinámica le permitieron recibir regularmente encargos del Almirantazgo británico. Estos encargos incluyeron el diseño de los Talleres Experimentales del Almirantazgo, una instalación ideada por el propio William que contenía un gran tanque de pruebas, en el que se evaluaron sus teorías y se pusieron a prueba las características de distintos modelos a escala de navíos. En esta instalación se ensayaron posteriormente diseños de buques de guerra por encargo del Almirantazgo. Robert recibió el puesto de superintendente tras la muerte de su padre en 1879, nombramiento que continuó cuando la división de los tanques de prueba se trasladó a unas instalaciones ampliadas en Haslar.
En 1881, se asoció con Richard Hammersley Heenan, propietario de la empresa de ingeniería Woodhouse and Co. de Newton Heath, Lancashire, para cofundar la compañía Heenan & Froude Ltd en Birmingham. La empresa inicialmente produjo dinamómetros de freno de agua siguiendo el diseño de su padre y, más tarde, una gama de dinamómetros de varios tipos. El nombre de Froude como marca registrada ha sido un elemento de recursos propios en varias transformaciones empresariales, y sigue existiendo bajo el monónimo "Froude", un grupo que comprende Froude, Inc. (EE. UU.) y Froude, Ltd. (Reino Unido), fabricantes, proveedores de servicios y validadores de dinamómetros y otros equipos de prueba de motores.
Robert Froude también amplió el trabajo teórico publicado de su padre, como su descripción de la teoría del elemento de pala, en artículos escritos para la Real Institución de Arquitectos Navales. Sus contribuciones incluyeron una descripción de la teoría de cantidad de movimiento, métodos por los cuales se podía examinar la geometría cuantificada de las hélices propulsoras, los parámetros principales que gobiernan la eficiencia de los diseños de hélices, incluida la relación entre la hélice y la geometría del casco del barco, y las fórmulas por las cuales estos datos se podían usar para optimizar los diseños de manera predictiva. Debido a su utilidad, la teoría de elementos de pala y la teoría del momento se unificarían posteriormente dentro de la más completa teoría del momento del elemento de pala. En 1905 fue elegido vicepresidente honorario de la institución.

## Reconocimientos
- Miembro de la Orden del Baño
- Miembro de la Royal Society desde junio de 1894[5]